# IFK Linköping
IFK Linköping var en svensk idrottsklubb från Linköping i Östergötland. Klubben bildades 1913 som IK Forward, men bytte namn till IFK Linköping 1927.[källa behövs] Klubben var en alliansförening som på senare tid bestod av fem sektioner uppdelade efter verksamhet. Dessa var friidrott, orientering, boxning, bowling och brottning. Tidigare hade klubben även bedrivit verksamhet inom bland annat bandy, fotboll, handboll, basketboll, skidor och gång. 

## Upplösning
Alliansföreningen IFK Linköping upplöstes i praktiken successivt under 1990-talet. Den officiella upplösningen skedde i början på 2000-talet men klubben levde fortfarande kvar som en stödförening. Stödföreningen upplöstes 2012.

## Existerande föreningar med namnet IFK Linköping
Tre av de klubbar som tidigare bildade alliansföreningen IFK Linköping finns kvar än idag. Dessa är IFK Linköpings Orienteringssällskap, IFK Linköpings FK (friidrott) och IFK Linköpings BK (brottning). Dessa skötes numera helt självständigt och oberoende av varandra.
Sedan 2022 finns en fotbollsförening, IFK Linköping FK som är en fristående förening utan kopplingar till den gamla klubben. Föreningen spelar sin första säsong under 2023 i Division 7 Östergötland. Den första säsongen blev en succe för IFK som vann sin Division 7 serie och spelar därmed i Division 6 Östergötland säsongen 2024.

## Friidottssektionen
Friidrottsklubben hade under 1910-talet framgångar vid de svenska mästerskapen med tre guld 1913 och ett guld 1914. Guldmedaljörerna var Yngve Häckner i spjutkastning (guld både 1913 och 1914) och Gösta "Gösse" Holmér i 110 meter häck och tiokamp (båda gulden 1913). Även Sven Ljunggren som hade det svenska rekordet på 400 meter mellan 1943 och 1953 och Christer Garpenborg som hade det svenska rekordet på 100 meter mellan 1972 och 1996 började sina karriärer i IFK Linköping. 
Friidrottsverksamheten upphörde 1977 men återuppstod 1994 med verksamhet för veteraner.

## Kända medlemmar
Basketklubben är främst känd för att de svenska landslagsspelarna Thomas Massamba och Malin Belfrage fostrades i klubben. Även Linköpings universitets rektor Mille Millnert var aktiv som tränare i klubben.